# Reje Pudung
Reje Pudung is een bestuurslaag in het regentschap Gayo Lues van de provincie Atjeh, Indonesië. Reje Pudung telt 587 inwoners (volkstelling 2010).